# Piercolias forsteri
Piercolias forsteri är en fjärilsart som beskrevs av William D. Field och Herrera 1977. Piercolias forsteri ingår i släktet Piercolias och familjen vitfjärilar. Inga underarter finns listade i Catalogue of Life.